# Air Nelson
Air Nelson – nowozelandzka linia lotnicza z siedzibą w Nelson.